# Hedwig Brecher-Eibuschitz

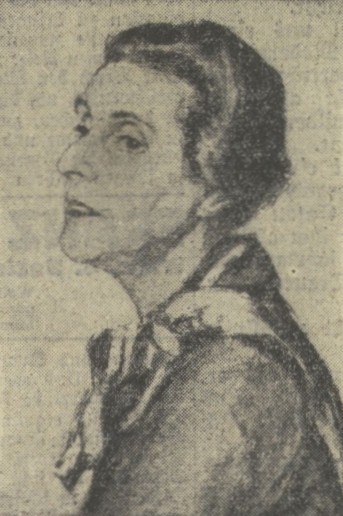
Hedwig Brecher-Eibuschitz, porträtiert von Malva Schalek (Veröffentlichung 1933)

Hedwig (Hedy) Brecher-Eibuschitz, geb. Brecher (* 12. November 1880 in Wien; † 29. Juni 1959 in Kapstadt) war eine österreichische Malerin und Grafikerin.

## Familie
Hedwig Brecher war eine Tochter des Bankiers Adolf Brecher und dessen Ehefrau Ludwika, geb. Tauber. 1904 heiratete sie den Chemiker Leopold Eibuschitz. Mit ihm bekam sie zwei Töchter (* 1905 und 1910).

## Leben
Hedwig Brecher-Eibuschitz studierte an der Wiener Kunstschule für Frauen und Mädchen (später Frauenakademie) bei Ludwig Michalek und Christian Ludwig Martin. Danach setzte sie ihre Studien bei Walter Püttner in München fort.
Nach ihrer Ausbildung wirkte Brecher-Eibuschitz als Malerin und Grafikerin in Wien. Sie beschickte unter anderem regelmäßig die Ausstellungen der Vereinigung bildender Künstlerinnen Österreichs (VBKÖ), in deren Hängekommissionen und Jurys sie sich zudem engagierte. Sie gehörte zu den Künstlerinnen der Freien Vereinigung, einem losen Zusammenschluss innerhalb der VBKÖ, der mehr Demokratie und künstlerische Freiheit im Ausstellungswesen forderte.  Die Freie Vereinigung wurde 1919 aus Anlass der 54. Ausstellung der Wiener Sezession gegründet, an der sie als Gast teilnahm. Dort präsentierte Hedwig Brecher-Eibuschitz eine Skizze mit dem Titel Trauer und eine Bildnisstudie.
1926 zeigte Brecher-Eibuschitz bei einer Kollektivausstellung mit Malva Schalek eine Reihe von Radierungen im Wiener Kunstsalon Pawra. Schalek malte ein Porträt von ihr, das 1937 ausgestellt wurde. Neben ihrer Ausstellungstätigkeit in Wien nahm Brecher-Eibuschitz auch an internationalen Expositionen teil (u. a. München, Berlin, London, Prag, New York City, Los Angeles, Toronto, Buenos Aires).
Brecher-Eibuschitz bereiste Belgien, Böhmen und Italien, wo sie Skizzen anfertigte. In Wien wohnte sie in der Nußdorferstraße 26 im 9. Bezirk. Sie war jüdischen Glaubens und daher nach dem „Anschluss“ Österreichs in Gefahr. Am 26. Oktober 1938 meldete sie sich nach Glasgow ab. Später emigrierte sie wohl nach Südafrika, wo sie 1959 starb.

## Werk
Hedwig Brecher-Eibuschitz malte Figürliches, Tierstücke, Architekturstudien, Landschaften und Porträts. Sie arbeitete in Öl, Aquarell, Tempera und Pastell. Auch Zeichnungen stammen aus ihrer Hand. Weiters schuf sie Radierungen mit Wiener und venezianischen Motiven sowie Exlibris. 
Als Tiermalerin war Brecher-Eibuschitz insbesondere für ihre Hundebildnisse bekannt, sie stellte aber auch Pferde und andere Tiere dar. Der zeitgenössische Kunstkritiker Wolfgang Born lobte ihre „Fähigkeit, den Charakter von Tieren sicher darzustellen“ anlässlich „einer Fülle hübscher Hundeporträts“, die sie 1933 bei einer Ausstellung der Kunstgemeinschaft im Glaspalast des Wiener Burggartens zeigte.
Werke von Brecher-Eibuschitz befinden sich unter anderem in den Sammlungen des Historischen Museums Wien und des Museums Niederösterreich.
Werke (Auswahl)
- Das Weib und der Krieg, 1916 Ausstellung VBKÖ[11]
- Mutter und Kind, Öl, 1917 Ausstellung VBKÖ[12]
- Sonnige Höhe und Atelierinterieur, Öl, 1917 Ausstellung Österreichischer Künstlerbund[13]
- Bauer und Weib und Bauer mit Krug, Tempera, 1918 Ausstellung Österreichischer Künstlerbund[14]
- Der Blinde, Öl, 1920 Ausstellung VBKÖ[15]
- Technik in Wien (Darstellung der Technischen Hochschule Wien), ca. 1925[16]
- Markt im Liechtental und Hof in der Thurygasse 17, Teil der aus 10 Radierungen bestehenden Serie Liechtenthal, die bei Artaria erschien[17]
- Kaffeemaschinen-Stilleben, 1928 Ausstellung VBKÖ[18]
- Struppi und Dr. L. Sch. mit seinem Hund, 1934 Abdruck in Österreichische Kunst[19]
- Wiener Oper, Karlskirche, Goethes Geburtshaus, Frankfurt am Main, Fürstengruft in Weimar und Badgasse, Radierungen, 1935 Preise bei der Hörer-Prämierung der Radio-Verkehrs-AG[20]

## Ausstellungen (Auswahl)
- 1916, 1917, 1920, 1923, 1924, 1926, 1927, 1928, 1929, 1930, 1932, 1934, 1936: Vereinigung bildender Künstlerinnen Österreichs
- 1917, 1918: Österreichischer Künstlerbund
- 1919: Freie Vereinigung zu Gast bei der Wiener Sezession
- 1922: Kollektivausstellung mit Luise und Walter Fraenkel, Johanna Freund, Rudolf Hirschenhauser, Arthur Paunzen und Alice Reischer, Kunstsalon Pawra, Wien[21]
- 1925: Wiener Heimatkunst, Pawra, Wien[22]
- 1926: Kollektivausstellung mit Malva Schalek, Kunstsalon Pawra, Wien
- 1927: Donauländische Künstler, Theseustempel, Wien[23]
- 1933: Kunstgemeinschaft, Glaspalast des Burggartens, Wien